# NGC 7596
NGC 7596 est une galaxie lenticulaire compacte située dans la constellation de Verseau. Sa vitesse par rapport au fond diffus cosmologique est de 4 495 ± 26 km/s, ce qui correspond à une distance de Hubble de 66,3 ± 4,7 Mpc (∼216 millions d'al). NGC 7596 a été découverte par l'astronome américain Francis Leavenworth en 1886. Elle a aussi été observée par l'astronome français Stéphane Javelle le 16 septembre 1892 et John Dreyer ne s'appercevant pas qu'il s'agit de la même galaxie que NGC 7596 l'a incluse dans l'Index Catalogue sous la désignation IC 1477.
Selon la base de données Simbad, IC 7489 est une galaxie de Seyfert de type 2.